# Clinotanypus jenkinsi
Clinotanypus jenkinsi är en tvåvingeart som beskrevs av Jean-Jacques Kieffer 1913. Clinotanypus jenkinsi ingår i släktet Clinotanypus och familjen fjädermyggor. Inga underarter finns listade i Catalogue of Life.